# 21 at 33
21 at 33 – 14. studyjny album piosenkarza i kompozytora Eltona Johna, wydany 13 maja 1980. Album powstał w Nicei, we Francji, w Superbear Studios, w sierpniu 1979. Tytuł pochodzi stąd, że był to 21 album Eltona (wliczając składanki i albumy z koncertów), wydany w momencie gdy artysta miał 33 lata.

## Spis utworów
| 1. | "Chasing the Crown" (Elton John/Bernie Taupin)                 | 5:31  |
|    |                                                                |       |
| 2. | "Little Jeannie" (Elton John/Gary Osborne)                     | 5:18  |
|    |                                                                |       |
| 3. | "Sartorial Eloquence" (Elton John/Tom Robinson)                | 4:44  |
|    |                                                                |       |
| 4. | "Two Rooms at the End of the World" (Elton John/Bernie Taupin) | 5:39  |
|    |                                                                |       |
| 5. | "White Lady White Powder" (Elton John/Bernie Taupin)           | 4:31  |
|    |                                                                |       |
| 6. | "Dear God" (Elton John/Gary Osborne)                           | 3:44  |
|    |                                                                |       |
| 7. | "Never Gonna Fall in Love Again" (Elton John/Tom Robinson)     | 4:06  |
|    |                                                                |       |
| 8. | "Take Me Back" (Elton John/Gary Osborne)                       | 3:51  |
|    |                                                                |       |
| 9. | "Give Me the Love" (Elton John/Judie Tzuke)                    | 5:22  |
|    |                                                                |       |
|    |                                                                | 42:46 |
|    |                                                                |       |